# Ottó Hatz
Ottó Hatz-Hátszeghy (Branjevo, 26 maggio 1902 – Budapest, 21 luglio 1977) è stato uno schermidore ungherese, vincitore di una medaglia d'argento e due di bronzo ai Campionati Internazionali di scherma.